# Ken Carpenter (Leichtathlet)
Ken Carpenter (eigentlich William Kenneth Carpenter; * 19. April 1913 in Compton, Kalifornien; † 15. März 1984 in Buena Park, Kalifornien) war ein US-amerikanischer Diskuswerfer und Olympiasieger.
Nachdem der deutsche Willy Schröder 1935 den Weltrekord auf 53,10 m gesteigert hatte, war Carpenter 1936 mit 53,08 m und 1937 mit 51,67 m Weltjahresbester.
Bei den Olympischen Spielen 1936 in Berlin übertraf Carpenter im fünften Versuch als erster bei Olympischen Spielen die 50-Meter-Marke und gewann mit 50,48 m vor seinem Landsmann Gordon Dunn mit 49,36 m und dem Italiener Giorgio Oberweger, der auf 49,23 m kam. Schröder wurde Fünfter.
Ken Carpenter war 1,90 m groß und wog in seiner aktiven Zeit 102 kg. Im Zweiten Weltkrieg diente er in der US Navy. Nach dem Krieg war er als Trainer und Sportlehrer im College-Bereich tätig.